# Marianne Kaufmann-Abderhalden
Pour les articles homonymes, voir Abderhalden.
Marianne Kaufmann-Abderhalden née Abderhalden, née le 1er avril 1986 à Grabs, est une skieuse alpine suisse polyvalente. Elle a été championne du monde junior en 2006 de descente au Québec. Elle remporte sa première victoire en coupe du monde le 21 décembre 2013 à Val d’Isère. Elle est la sœur du roi de la lutte suisse Jörg Abderhalden.

## Biographie
À l'occasion d'une descente à Crans-Montana le 6 mars 2010, elle décroche son premier podium en coupe du monde en terminant à la troisième place, derrière Lindsey Vonn et Johanna Schnarf. Le 1er décembre 2012 lors d'une descente à Lake Louise derrière Vonn et Stacey Cook, elle monte pour la deuxième fois sur la troisième marche d’un podium de coupe du monde.
Lors de la saison 2012-2013, elle parvient une nouvelle fois à terminer parmi les trois premières de la descente de Lake Louise, avant de réussir le meilleur temps de la descente de Val-d'Isère, gagnant pour la première fois de sa carrière une victoire en coupe du monde l'hiver suivant. Elle participe aux Jeux olympiques d'hiver de 2014, mais ne termine aucune de ses deux courses. Elle prend sa retraite sportive à l'issue de la saison 2014-2015.

## Palmarès

### Jeux olympiques d'hiver
| Épreuve / Édition | Sotchi 2014 |
| Descente          | Abandon     |
| Super combiné     | Abandon     |

### Championnats du monde
| Épreuve / Édition | Schladming 2013 | Beaver Creek 2015 |
| Descente          | 20e             | 29e               |
| Super combiné     | 14e             |                   |

### Coupe du monde
- Meilleur classement général : 16e en 2014.
- 5 podiums dont une victoire[2].

#### Détail des victoires
| Édition / Épreuve | Descente    | Total |
| 2014              | Val d'Isère | 1     |
| Total             | 1           | 1     |

#### Différents classements en Coupe du monde
| Année/Classement | Année/Classement | Général | Général | Descente | Descente | Super G | Super G | Slalom géant | Slalom géant | Slalom | Slalom | Combiné | Combiné |
| ---------------- | ---------------- | ------- | ------- | -------- | -------- | ------- | ------- | ------------ | ------------ | ------ | ------ | ------- | ------- |
| Année/Classement | Année/Classement | Class.  | Points  | Class.   | Points   | Class.  | Points  | Class.       | Points       | Class. | Points | Class.  | Points  |
| 2008             | 2008             | 113e    | 10      | -        | -        | -       | -       | -            | -            | -      | -      | 33e     | 10      |
| 2009             | 2009             | 126e    | 4       | -        | -        | -       | -       | -            | -            | 59e    | 4      | -       | -       |
| 2010             | 2010             | 74e     | 66      | 28e      | 62       | -       | -       | -            | -            | -      | -      | 39e     | 4       |
| 2011             | 2011             | 44e     | 151     | 17e      | 118      | 40e     | 17      | -            | -            | -      | -      | 27e     | 16      |
| 2012             | 2012             | 107e    | 8       | 45e      | 8        | -       | -       | -            | -            | -      | -      | -       | -       |
| 2013             | 2013             | 51e     | 148     | 21e      | 116      | 40e     | 8       | -            | -            | -      | -      | 18e     | 24      |
| 2014             | 2014             | 16e     | 399     | 5e       | 389      | 44e     | 10      | -            | -            | -      | -      | -       | -       |
| 2015             | 2015             | 76e     | 44      | 30e      | 44       | -       | -       | -            | -            | -      | -      | -       | -       |

### Championnats du monde junior
Marianne Kaufmann-Abderhalden a participé à deux éditions des championnats du monde junior en 2005 et 2006 au cours desquelles elle a été sacrée championne du monde juniors de descente au Québec.
| Épreuve / Édition          | Descente | Super G | Slalom géant | Slalom | Combiné |
| Mondiaux 2005 Bardonecchia | 20e      | 19e     | 38e          | 25e    | -       |
| Mondiaux 2006 Québec       | Or       | 8e      | 28e          | 17e    | -       |

### Coupe d'Europe
- 4 podiums.

### Championnats de Suisse
- 2 titres en 2011 : descente et super combiné.